# Mężczyźni (film 1981)
Mężczyźni (ros. Мужики!..; Mużyki!..) – radziecki film z 1981 roku w reżyserii Iskry Babicz. Melodramat skupiający się na problematyce rodzinnej. Pierwszy film Iskry Babicz wyświetlany w Polsce. 

## Fabuła
Paweł Zubow powołany do wojska opuszcza rodzinną wieś. Zostawia swoją narzeczoną Nastię. Z powodu plotek nie wraca już do niej. Nieoczekiwanie jednak zostaje wezwany telegraficznie przez swojego ojca. Paweł musi wrócić do domu. Wkrótce dowiaduje się, że miał córkę z Nastią - Polinę. Nastia zmarła, a on musi zaopiekować się córką. Później jednak okazuje się, że Nastia miała jeszcze dwójkę innych dzieci. Paweł będzie musiał wychować całą trójkę. Niestety sytuacja się komplikuje, gdy odchodzi od niego jego nowa narzeczona.

## Obsada
- Piotr Glebow jako ojciec Pawła
- Wiera Alchowska jako matka Pawła
- Aleksandr Michajłow jako Paweł Zubow
- Irina Iwanowna jako Polina
- Michaił Bozylew-Krieco jako Stiopa
- Piotr Kryłow jako Pawlik
- Aleksandr Pawłow jako Siergiej, przyjaciel Pawła
- Anatolij Sołonicyn jako malarz, ojciec Pawlika
- Marija Andrianowa jako ciotka Ustiusza

i inni

## Nagrody
- 1982: Wyróżnienie Honorowe na 32. MFF w Berlinie.